# Leonor de Normandía
Leonor de Normandía (1011/13 - después de 1071) fue una noble normanda, hija de Ricardo II de Normandía y de su esposa, Judith de Bretaña. Tenía dos hermanas y tres hermanos, incluyendo a Roberto I de Normandía, cuyo hijo ilegítimo fue Guillermo el Conquistador, también conocido como el rey Guillermo I de Inglaterra. En 1017, cuando Leonor era todavía una niña, su madre Judith murió. El duque Ricardo se casó en segundas nupcias con Poppa de Envermeu, con quien tuvo dos hijos más.
En 1031 se casó, como la segunda esposa, con Balduino IV de Flandes, que era unos 30 años mayor que ella y que tenía un hijo y heredero, Balduino, de su primer matrimonio con Ogiva de Luxemburgo. Leonor era condesa de Flandes por su matrimonio con Balduino, y juntos tuvieron una hija, Judith (1033 - 5 de marzo de 1094), quien se casó en primer lugar con Tostig Godwinson, Conde de Northumbria, de quien supuestamente tuvo hijos, y en segundo lugar con Güelfo I de Baviera, con quien tuvo hijos supervivientes.
Leonor murió en Flandes en algún momento después de 1071 mientras que su marido había muerto en 1035, dos años después del nacimiento de su única hija.
A pesar de su nomenclatura común no es seguro que Leonor fuera su nombre propio. Leonor de Aquitania, que vivió un siglo más tarde (y se casó como su segundo marido, con Enrique II de Inglaterra, el tatara-tatara-nieto de Leonor de Normandía por su hermano Roberto), es la primera persona en la historia conocida por llevar el nombre de Leonor.